# Tukotuko boliwijski
Tukotuko boliwijski, tukotuko sawannowy (Ctenomys boliviensis) – gatunek gryzonia z rodziny tukotukowatych (Ctenomyidae). Występuje w Ameryce Południowej, gdzie odgrywa ważną rolę ekologiczną. Siedliska tukotuko boliwijskiego położone są na terenach Argentyny, Boliwii, Brazylii i Paragwaju. Międzynarodowa Unia Ochrony Przyrody (IUCN) wymienia ten gatunek w Czerwonej księdze gatunków zagrożonych jako gatunek najmniejszej troski i oznacza go akronimem LC. 
Analizy z 2021 roku wykazały że Ctenomys goodfellowi (tukotuko sawannowy) stanowi młodszy synonim Ctenomys boliviensis.